# Mauricio Méndez
Mauricio Méndez Cruz es un deportista mexicano que compite en triatlón. Ganó dos medallas en el Campeonato Mundial de Xterra Triatlón en los años 2016 y 2017.

## Palmarés internacional
| Campeonato Mundial | Campeonato Mundial    | Campeonato Mundial | Campeonato Mundial |
| Año                | Lugar                 | Medalla            | Prueba             |
| ------------------ | --------------------- | ------------------ | ------------------ |
| 2016               | Maui (Estados Unidos) | Medalla de oro     | Individual         |
| 2017               | Maui (Estados Unidos) | Medalla de plata   | Individual         |